# Ignaz von Rundhart
Ignaz von Rundhart (gr. Ιγνάτιος φον Ρούντχαρτ; ur. 11 marca 1790 w Weismain, zm. 11 maja 1838 w Trieście) – bawarski uczony i urzędnik państwowy.
Pełnił funkcję premiera Grecji (1837) za rządów króla Ottona I.